# Eupithecia profuga
Eupithecia profuga är en fjärilsart som beskrevs av Louis Beethoven Prout 1931. Eupithecia profuga ingår i släktet Eupithecia och familjen mätare. Inga underarter finns listade i Catalogue of Life.